# 可逆反応
可逆反応（かぎゃくはんのう、独：reversible Reaktion、英：reversible reaction）とは、化学反応のうち、始原系（原料）から生成系（生成物）への反応（正反応）と、反対に生成系から始原系に戻る反応（逆反応またはレトロ反応）がともに起こる反応のことである。ある系においてそれらの正、逆反応しか起こらなければ、その系は最終的に一定量の基質と生成物を含む平衡状態に落ち着く。その場合、正反応と逆反応の速度定数の比が平衡定数となる。
可逆反応とは反対に、正反応のみが起こり逆反応が起こらない反応を、不可逆反応と呼ぶ。
可逆反応は始原系と生成系のエネルギー差が小さく、活性化エネルギーが低い場合に起こる。可逆反応を化学反応式で表すときは、始原系と生成系の間に右向きの片矢印と左向きの片矢印を上下に重ねて書く。例として、アンモニアとアンモニウムイオンとの間の酸塩基反応を示す。
アンモニアの酸塩基反応
{\displaystyle \mathrm {H^{+}} +\underbrace {\mathrm {:\!NH_{3}} } _{\textrm {ammonia}}\rightleftharpoons \underbrace {\mathrm {NH_{4}^{+}} } _{\underset {\textrm {ion}}{\textrm {ammonium}}}}
ある系が可逆反応により一定の平衡状態となってしまうと、基質がいつまでも残ってしまう状況に陥ることがある。それを解決して生成物を効率良く得るために、生成物を系外に除去する工夫をしたり、複数の基質のうちの一方を溶媒などとして大過剰量で用いたりすることで、平衡を生成物側に偏らせる手法がとられる。
ある反応で複数の生成物が得られる可能性があり、その生成比が、生成物、反応中間体、基質のいずれか、あるいはいくつかを含む可逆反応の平衡定数で決定される場合、そのような選択性を熱力学的支配による選択性、という。

## 可逆反応の例
- 酸塩基反応
- クロム酸イオンの反応：{\displaystyle \mathrm {2CrO_{4}^{2-}+H^{+}~\Leftrightarrow ~Cr_{2}O_{7}^{2-}+OH^{-}} }
- フィッシャーエステル合成反応
- 酸触媒によるカルボニル化合物のアセタール化